# Roiglise
Roiglise là một xã ở tỉnh Somme, vùng Hauts-de-France, Pháp.

## Địa lý
Thị trấn này tọa lạc 25 dặm Anh về phía đông nam của Amiens, trên đường D934 và hai bên bờ sông Avre.

## Dân số
| 1962                                                         | 1968 | 1975 | 1982 | 1990 | 1999 |
| ------------------------------------------------------------ | ---- | ---- | ---- | ---- | ---- |
| 133                                                          | 140  | 130  | 140  | 144  | 162  |
| Số liệu điều tra dân số từ năm 1962, dân số không tính trùng |      |      |      |      |      |